# Parti progressiste allemand
Pour les articles homonymes, voir DFP.
Le Parti progressiste allemand (Deutsche Fortschrittspartei, DFP) est un parti politique libéral allemand créé le 6 juin 1861 par des membres libéraux de la Chambre des députés de Prusse. C’est le premier parti moderne et doté d’un programme dans l’histoire allemande, et le principal groupe de la chambre entre 1861 et 1865. Il y est fermement opposé à Otto von Bismarck.
Il est favorable à l’unification allemande autour du royaume de Prusse, à la démocratie représentative, à l’État de droit, et à l’attribution de larges compétences aux autorités locales. Il a pour dirigeants le baron Leopold von Hoverbeck (de), Benedikt Waldeck et Hans Victor von Unruh, puis Eugen Richter, et compta dans ses rangs Rudolf Virchow et Theodor Mommsen.
Le Parti progressiste éclate après l’adoption d’une loi légitimant l’action du ministre-président Bismarck lors de la guerre austro-prussienne de 1866 : l’aile droite, qui soutient la politique étrangère de Bismarck, se constitua en Parti national-libéral en 1867, tandis qu’une partie des républicains du Sud forme un Parti populaire allemand en 1868. Après cette scission et l'unité allemande, il se rapproche du chancelier allemand avant d'en reprendre ses distances.
Le 5 mars 1884, il fusionne finalement avec l’Union libérale pour former le Parti radical allemand.

## Histoire

### Formation

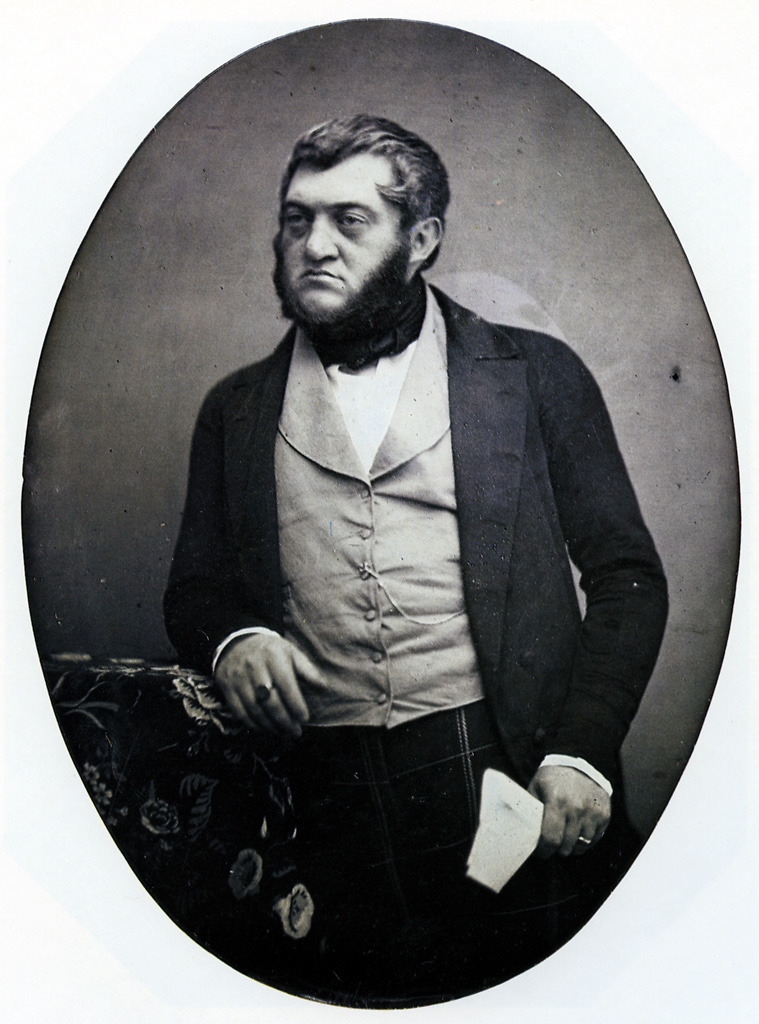
Georg von Vincke.

La fondation du parti résulte de la scission des libéraux de la chambre des représentants de Prusse. Le groupe mené par Georg von Vincke, surnommé de manière ironique les « jeunes baltes » en raison de l'origine des régions de l'est de la Prusse de la plupart de ses membres. Ils réclament une véritable politique libérale et élaborent un programme politique en ce sens en 1860. Ce groupe négocie par la suite à Berlin avec les autres libéraux et les démocrates. Des membres de l'association nationale allemande,. jusqu'alors sans parti politique comme Theodor Mommsen, Rudolf Virchow et Werner von Siemens. Le parti est fondé le 6 juin 1861 sous le nom de Deutsche Fortschrittspartei soit parti progressiste allemand.
L'objectif des libéraux en créant ce parti est d'être capable de gouverner.

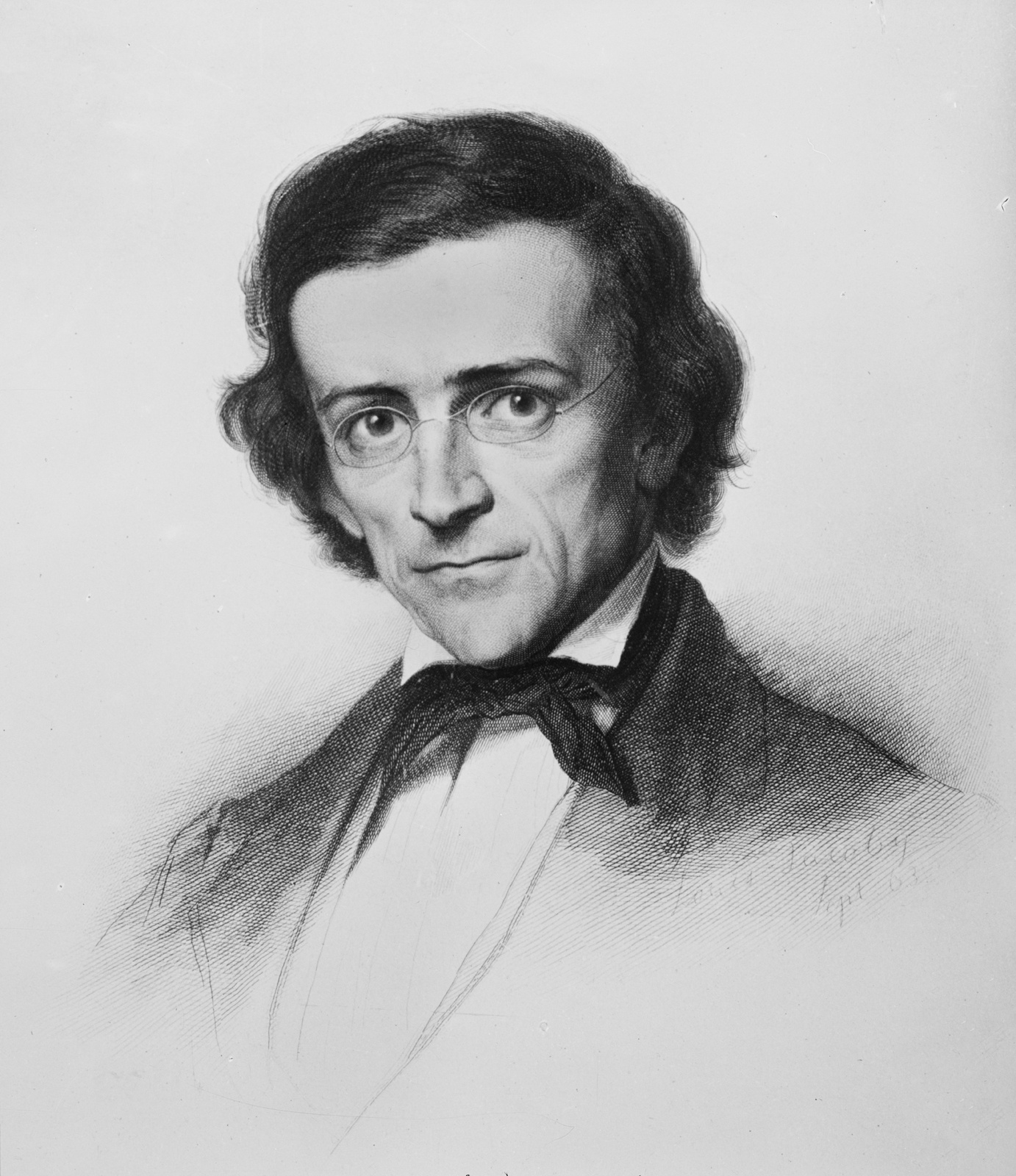
Theodor Mommsen.

### Conflit constitutionnel

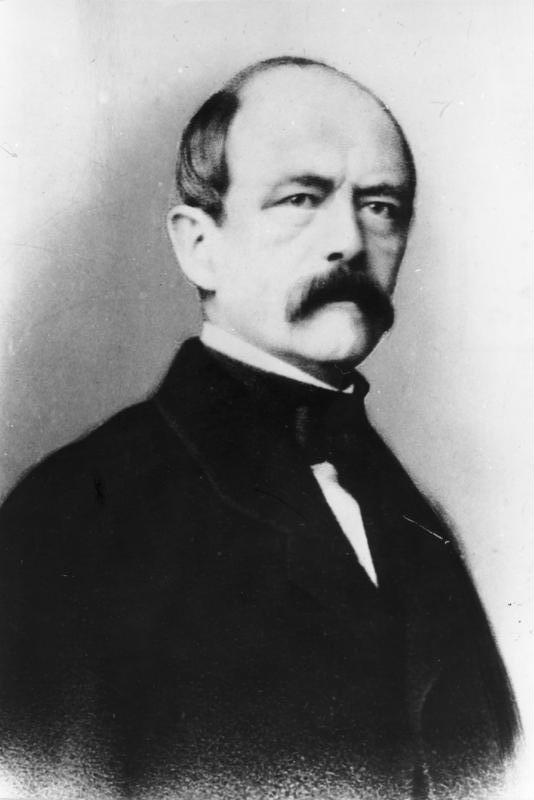
Otto von Bismarck, ministre-président à partir de 1862

Le parti est surtout un parti de notables représentant principalement la bourgeoisie. Bien que ses électeurs et soutiens se trouvent dans toute la bourgeoisie, ses membres sont avant tout des bourgeois ayant fait des études, à opposer aux bourgeois entrepreneurs ou propriétaires terriens. Entre 1859 et 1864, le parti très hétérogène mais uni. De 1861 à 1866, il est le principal groupe parlementaire de la chambre des représentants de Prusse. En 1862, ils ont 104 mandats, entre 1862 et 1863 133 puis entre 1863 et 1864 141.
En 1861, un projet de réforme de l'armée est présenté au parlement. Le parti progressiste s'y oppose et refuse de voter en faveur du nouveau budget militaire. Ainsi début le conflit constitutionnel. Afin de régler le problème le roi Guillaume Ier nomme Otto von Bismarck ministre-président de Prusse. Ce dernier utilise la « Lückentheorie », la théorie du vide juridique, afin d'imposer ses vues et de gouverner sans budget voté par le parlement. Cette manière d'agir est très mal vécu par les libéraux qui y voient une claire violation de la constitution.
Ce blocage et la victoire sur l'Autriche de la Prusse redistribuent les cartes électorales. Le parti progressiste perd de nombreux sièges et en 1866, n'en a plus que 83. Ses députés sont de moins en moins attachés à la légitimité juridique et sont prêts à faire des compromis afin de préserver l'unité politique du parti. Les raisons économiques ne sont pas étrangères à cette situation. La majorité du groupe parlementaire se montre ainsi favorable à la loi des indemnités qui tente de solder le conflit constitutionnel contre une indemnité pour les députés. Cela revient pour les libéraux à admettre leur défaite. Le parti se scinde alors en deux, les partisans de cette loi quittent le parti et forment le parti national-libéral en 1867. Cette séparation n'affecte que le groupe parlementaire dans un premier temps, mais cela ne dure pas.
Le parti progressiste voit par la suite son nombre de représentants dans l'hémicycle prussien osciller entre 48 et 68 sièges jusqu'en 1879.

### Unité allemande
Malgré les critiques dirigées contre Bismarck, le parti salue la formation de la confédération de l'Allemagne du Nord en 1867. La réalisation de l'unité allemande en 1871 fait perdre de sa dynamique au parti. Lors des premières élections législatives allemandes, il remporte 8,2 % des voix et 45 sièges. En 1874, il obtient 8,6 % des voix et 49 mandats, en 1877 7,7 % et 35 sièges. Enfin en 1878 les attentats contre l'Empereur et la campagne électorale de Bismarck orientée contre les libéraux, qualifiés d'« ennemis de l'Empire », le parti ne reçoit que 6,7 % des suffrages et 26 sièges. Même si le parti se dit national, son bastion se trouve clairement en Prusse, en particulier à Berlin, dans le Brandebourg en Hesse-Nassau et en Schleswig-Holstein. Il est également bien représenté en Prusse-Orientale, en Silésie et dans la Ruhr. Hors de la Prusse ses bases se trouvent en Saxe et en Franconie. Ainsi en 1871, dans cette dernière région ils obtiennent 57,1 % des voix, en 1874 52,1 % et en 1877 42,8 %. De manière générale son électoral est plutôt citadin.
Le parti rejette la constitution de l'Empire allemand car il la trouve trop peu démocratique. L'influence du parti se fait surtout sentir dans les affaires économiques. Ses membres soutiennent le Kulturkampf de Bismarck. Il rejette l'introduction du suffrage universel en Prusse. La majorité du groupe parlementaire vote également contre le septennat en matière de budget militaire en 1874. 11 de ses membres quittent alors le groupe parlementaire avec parmi eux Loewe et Berger.

### Ère Eugen Richter

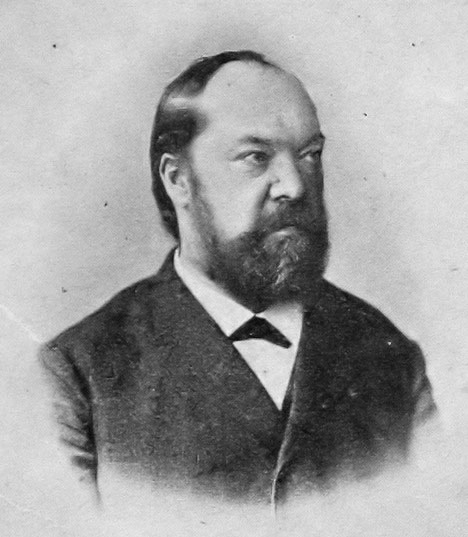
Eugen Richter.

Une première assemblée générale a lieu à Berlin en 1878. 91 circonscriptions sur 397 sont représentées. Les membres du comité central de Berlin y sont confirmés dans leur fonction. Un comité directeur de 5 membres est également élu. Eugen Richter en est le personnage central et il délègue toujours plus de pouvoir aux assemblées régionales. Il prend petit à petit le contrôle du parti. D'après Thomas Nipperdey, il dirige ce dernier avec un style dictatorial.
En 1878, le parti décide d'un nouveau programme dans lequel un parlementarisme plus fort dans la constitution est exigé avec notamment un gouvernement ayant besoin de la confiance du parlement. Le budget doit également être intégralement la responsabilité du parlement. Le parti réclame également la reconnaissance des syndicats, et des associations ouvrières. Il n'est en revanche toujours pas favorable au suffrage universel pour les élections régionales. Le libre-échange est réaffirmé comme doctrine économique. Le programme ne prévoit pas de volet social important.
Bien que le parti soit idéologiquement opposé à la social-démocratie, le parti se prononce contre les lois antisocialistes. Lorsque Richter déclare en 1879 : « Encore avec Bismarck ! », le parti obtient son plus haut score avec 12,7 % des voix et 59 mandats aux élections de 1881.

### Fin
Le 5 mars 1884 le parti, dirigé par Eugen Richter, fusionne avec l'union libérale dirigée par Franz August Schenk von Stauffenberg et qui est constituée de dissidents du parti national-libéral. Le nouveau parti porte le nom de Parti radical allemand, le parti de la libre pensée allemande.

## Idéologie
Le programme de 1861 a pour pilier l'unification des nombreux États allemands sous la domination de la Prusse. Au niveau de la politique intérieure prussienne, le parti réclame l'État de droit de fait. Par contre le programme n'inclut pas le suffrage universel. À l'exception d'une révision du droit du commerce, les aspects économico-sociaux ne sont pas évoqués. Le programme est donc relativement modéré pour le parti le plus à gauche de l'échiquier politique de l'époque.
De manière plus générale, les libéraux progressistes sont surtout influencés par le modèle anglais, avec un plus fort parlementarisme notamment. Ils sont dirigés contre les Junker et les militaires qui possèdent la réalité du pouvoir en Prusse. Sur le plan économique, ils restent attachés aux principes de l'école de Manchester en faveur du libre-échange, de la libre concurrence et la liberté d'établissement.

## Organisation
Le parti progressiste allemand est le premier parti politique allemand. Il porte un nom, suit un programme écrit unique pour tous les candidats ce qui est nouveau. Il y avait eu que des groupes parlementaires. Une autre innovation est la revendication du parti à avoir une portée nationale.
Cette revendication à être un parti moderne est entravée par les lois anti-associatives en vigueur. Il est ainsi impossible d'avoir un système d'adhésion. Un comité central, dirigé par Wilhelm Loewe jusqu'en 1871, est formé. D'un point de vue légal les membres de ce comité sont les seuls membres du parti. En 1867, une association rassemblant les militants est créée. Elle n'a cependant pas d'influence sur Berlin. Sous la direction d'Eugen Richter à partir de 1873, les députés du Reichstag ou de la chambre des représentants de Prusse résidant à Berlin en fond partie d'office. L'association sert pendant les campagnes électorales, décide des alliances électorales, conseille les candidats dans leur circonscription et donne naissance à des antennes locales et régionales.
Au départ l'association nationale aide les associations locales pour implanter les candidats. Les associations se spécialisent par la suite en comité, rassemblement populaire et associations rassemblant les militants. Les premiers comités dominent la politique régionale grâce aux prestiges de ses membres, mais au fil des élections les choses s'institutionnalise. À partir du début des années 1880, on trouve des comités dans presque toutes les circonscriptions à commencer par les grandes villes. Dans les petites villes, des notables locaux servent de relais. Dans certaines villes, en particulier à Berlin et dans les grandes villes du nord et de l'est de l'Allemagne, des primaires ont lieu pour élire les candidats aux législatives. Cette démarche est liée à la révolution de mars 1848. L'influence politique de ces primaires est variable, parfois elles ne servent qu'à entériner des décisions. Cependant à Berlin, l'assemblée a un véritable pouvoir décisionnel. Ce système de représentation populaire fonctionne alors, le parti étant le seul du genre. La formation d'autres partis rend ce mode de fonctionnement inopérant.
Les associations d'électeurs locales et régionales apparaissent avec le temps. Leur adhésion est tout d'abord restreinte à quelques personnalités politiques importantes, ce qui représente entre 100 et 200 membres. Face à la concurrence des autres partis Eugen Richter appelle à l'élargissement de ces associations. Elles sont dès lors dotées d'une présidence, devant influencer le cours des choses sur place. Cependant l'activité en dehors des périodes électorales est assez limitée. Les choses n'évoluent sur ce point qu'à partir des années 1870.
Dans les années 1870, Richter renforce l'organisation du parti dans les circonscriptions. Même si le parti conserve ses bastions en Prusse, la Saxe et Hambourg viennent s'y ajouter. L'association de militants de Hambourg réunit ainsi 100 associations de quartier et compte au total 5 200 membres. Le nombre total de membres du parti étant de 20 000. Les associations appliquent les principes démocratiques en interne : leurs présidents et les candidats aux élections sont ainsi élus. L'activité du parti est considérablement plus importante que dans les autres partis de la bourgeoisie. Ses assemblées n'ont ainsi pas seulement lieu en période électorale. De nombreuses pétitions sont également écrites par le parti.
Un organe important de l'organisation est Der Volksfreund (l'ami du peuple) qui existe de 1868 à 1872, puis à partir de 1882 sous le nom de Der Reichsfreund (l'ami de l'Empire).

## Résultats électoraux
| Année | %    | Sièges   |
| ----- | ---- | -------- |
| 1871  | 8,8  | 46 / 382 |
| 1874  | 8,6  | 49 / 397 |
| 1877  | 7,7  | 35 / 397 |
| 1878  | 6,7  | 26 / 397 |
| 1881  | 12,7 | 60 / 397 |

## Membres
Parmi les membres éminents du parti on compte Johann Jacoby, Leopold von Hoverbeck (de), Benedikt Waldeck, Hermann Schulze-Delitzsch, Franz Duncker, Hans Victor von Unruh, Albert Hänel ou Wilhelm Loewe.
Dans les années 1870, une nouvelle génération arrive avec Eugen Richter, Ludolf Parisius (de), Ludwig Loewe (de), Albert Hänel, Albert Träger, Hugo Hermes (de) et Otto Hermes (de).

### Citations
1. ↑  « Deutscher Nationalverein »
2. ↑  « Reichsfeinde »
3. ↑  « Fort mit Bismarck »